# Robustanoplodera viridipennis
Robustanoplodera viridipennis là một loài bọ cánh cứng trong họ Cerambycidae.